# ۴۱۷ (قمری)
۴۱۷ (قمری)، چهارصد و هفدهمین سال در گاهشماری هجری قمری است. اول محرم این سال برابر با بیست و هشتم فوریه سال ۱۰۲۶ میلادی است.

## وابسته
- اخسیکت